# راه‌آهن کونمینگ–هایفونگ
راه آهن کونمینگ-هایفونگ (فرانسوی: Chemins de Fer de L'Indo-Chine et du Yunnan‎) یک راه‌آهن ۸۵۵ کیلومتری (۵۳۱ مایلی) است که توسط هندوچین فرانسه در طول سال‌های ۱۹۰۴–۱۹۱۰ ساخته شد و هایفونگ، ویتنام، با استان کون‌مینگ، یون‌نان، چین را به هم متصل کرد.